# Richard Grunberger
Richard Grunberger (* 7. März 1924 in Wien; † 15. Februar 2005) war ein britischer Historiker, der sich überwiegend mit Themen betreffend den Nationalsozialismus beschäftigte.
Grunberger wurde in Österreich als Kind jüdischer Eltern geboren. Nach dem Anschluss Österreichs 1938 wurde er mit einem Kindertransport per Zug nach England gebracht und in einem Lager in Lowestoft untergebracht, bis er mit seinen Eltern in London wieder zusammenleben konnte. Die Eltern arbeiteten dort als Schneider und Grunberger ergriff ebenfalls diesen Beruf.
In seiner Anfangszeit in Großbritannien war er Mitglied einer kommunistischen Jugendgruppe Junges Österreich, später nahm er eine sozialdemokratische Einstellung ein.
Gleichzeitig bildete Grunberger sich fort und schloss ein Studium der Geschichte am Birkbeck College der University of London ab. Ein Stipendium ermöglichte ihm weitere Studien am King’s College in London. Bei Studien in der Wiener Library in London stellte er fest, dass es zu der Zeit nur wenige Veröffentlichungen über die Entwicklung des Nationalsozialismus gab. Dies gab ihm den Anstoß zu eigenen Studien, die er in seinem Buch A Social History of the Third Reich (1971, dt. 1972: Das zwölfjährige Reich : der Deutschen Alltag unter Hitler) veröffentlichte.

## Werke
- 1970: Hitler’s SS. Weidenfeld & Nicolson, London, ISBN 0-297-00210-4.
- 1971: A Social History of the Third Reich. Weidenfeld & Nicolson, London, ISBN 0-297-00294-5.
  - 1972: deutsch: Das zwölfjährige Reich. Der deutsche Alltag unter Hitler. Molden, Wien 1972, ISBN 3-217-00428-0.
- 1973: Red Rising in Bavaria. Arthur Barker Ltd., London, ISBN 0-213-16420-5.
- 1964: Germany 1918–1954. Dufour Editions, Philadelphia, Pennsylvania, USA.